# Prudent Nuyten
Prudent Nuyten, né à Ypres le 23 février 1874 et décédé à Knokke le 22 décembre 1954 est un général de l'armée belge, connu pour avoir été, en octobre 1914, à l’origine de la décision de tendre les inondations de l’Yser.

## Biographie

### Enfance et famille
Prudent Amand Nuyten est né à Ypres le 23 février 1874 au n° 112 du lieu-dit Saint-Nicolas à Ypres. Il est le fils de Joannes Franciscus Nuyten ou Nuijten (Passchendaele 1844 - Ypres 1884), charpentier, et de Leonia Catharina Geldof (Saint-Jean 1838 – Ypres 1883), tous deux originaires de la région d'Ypres. Il perd ses parents à seulement dix ans. Avec son frère, il est alors recueilli et élevé par deux vieilles dames d'Ypres.
Le 31 août 1898, à Schaerbeek, il épouse en premières noces Louise de Posch qui lui donne deux enfants. Par ce mariage, il devient le beau-frère du futur lieutenant-général André Lesaffre. Après le décès de son épouse à Woluwe-Saint-Pierre le 29 décembre 1933, il se remarie à Knokke le 18 juillet 1940 avec Germaine Bertin.

### Carrière militaire
Prudent Nuyten s'engage à seize ans en 1890 comme volontaire au 3e régiment de ligne. Il est promu sergent en avril 1893. Il est admis à l'École royale militaire en novembre 1893. Il sort premier de sa promotion infanterie-cavalerie en décembre 1895 et est nommé sous-lieutenant. Il est incorporé au 1er régiment de ligne puis, en 1898, au 1er régiment de carabiniers. Lieutenant en décembre 1901, il est admis à l'École de guerre. En 1904, après avoir obtenu son brevet d'état-major, il est désigné dans le 2e régiment de ligne. En septembre 1907, il passe dans le cadre spécial d'état-major comme capitaineet est affecté à la position fortifiée de Liège. Promu capitaine-commandant en 1911, il est rappelé l'année suivante pour faire partie de l'état-major général de l'armée. Le 10 juin 1914, il est nommé professeur à l'École de guerre. 

### Première Guerre mondiale
Il conçoit le plan visant à tendre les inondations de l’Yser : «  Prudent Nuyten qui appartenait au génie s’était en effet aperçu que l’armée belge était à bout de souffle et ne pourrait plus longtemps résister aux avancées allemandes (…). Il prit donc contact avec ceux qui pourraient inonder le Westhoek (Karel Cogge) ». Ce plan est approuvé par le commandant Émile Galet, aide de camp du roi Albert Ier et par le roi lui-même fin octobre 1914. « Une initiative qui fut lourde d’heureuses conséquences… (…) qui fut (…) un élément clé dans la résistance de l’armée belge sur le front de l’Yser pendant la Première Guerre mondiale ». À la fin de 1916, il est promu major et fait partie de l'état-major du général De Ceuninck commandant la 6e division d'armée jusqu'à la fin de la Première Guerre mondiale.

### Entre-deux-guerres
Après l'Armistice, il professe à l'École de guerre. Il est lieutenant-colonel en mars 1919 et colonel en décembre 1921. En mai 1926, il devient chef du cabinet du ministre de la Défense nationale Charles de Broqueville. Outre ses fonctions gouvernementales, il est nommé chef du 1er régiment de Carabiniers en janvier 1927. Avec le général Émile Galet, son supérieur hiérarchique, Prudent Nuyten est partisan d'une stratégie spécifiquement belge et non plus orientée vers la France. Cela revient à concentrer les forces belges autour d'Anvers et de Gand en cas d'agression allemande. Cette stratégie a néanmoins pour conséquence notable d'abandonner le sud du pays en cas d'invasion.  
Entretemps, Prudent Nuyten est nommé général-major en mars 1929. En mai 1929, il est déchargé de son poste de chef de cabinet de la Défense nationale et est nommé sous-chef d'état-major général. Le 16 février 1932, il est nommé aide de camp du roi Albert Ier et le restera sous le règne du roi Léopold III. Il est nommé lieutenant-général, grade le plus élevé dans la hiérarchie militaire belge, et chef de l’état-major général des armées (EMGA) en décembre 1932. 
En décembre 1932, Albert Devèze est nommé ministre de la Défense nationale. Ses conceptions sont diamétralement opposées à celles du général Nuyten. Selon Albert Devèze, l'intégralité du territoire belge doit être défendue et la collaboration franco-belge doit être privilégiée. La crise se dénoue en octobre 1934 avec la révocation du général Nuyten. À sa demande, il est admis à la retraite le 1er janvier 1935 tout en restant aide de camp du roi. 

### Seconde Guerre mondiale
À la mobilisation en septembre 1939, il est rappelé comme inspecteur général de l’infanterie. Pendant la campagne des 18 jours, il assume la mission d'officier de liaison entre le roi Léopold III et l'état-major français. Après la capitulation belge, il échappe à la captivité car il fait partie de l'entourage du roi. 
En 1950, il est déchargé de ses fonctions d'aide de camp du roi Léopold III.
Il décède le 22 décembre 1954 et est inhumé à Knokke-Heist.

## Distinctions
- Grand officier de l'ordre de Léopold en novembre 1934 (Belgique) ;
- Commandeur de l'ordre de la Couronne en 1923 (Belgique) ;
- Chevalier de la Légion d'honneur (France) ;
- Grand officier de l'ordre de la Couronne yougoslave en janvier 1933;
- Commandeur de l'ordre du Mérite du Chili à titre militaire ;